# Mark Norell
Mark A. Norell (26 de julio de 1957) es un paleontólogo y genetista molecular estadounidense, reconocido como uno de los paleontólogos de vertebrados vivos más importantes. Actualmente es presidente de paleontología e investigador asociado en el Museo Americano de Historia Natural. Es más conocido como el descubridor del primer embrión terópodo y por la descripción de los dinosaurios emplumados. A Norell se le atribuye el nombramiento de los géneros Apsaravis, Byronosaurus, Citipati, Tsaagan y Achillobator. Su trabajo aparece regularmente en las principales revistas científicas (incluidas las historias de portada en Science and Nature) y fue catalogado por la revista Time como una de las diez historias científicas más importantes de 1993, 1994 y 1996.

## Carrera
La investigación de Norell ha abarcado una serie de áreas diferentes, desde el estudio teórico de la diversidad a través del tiempo, y su tesis doctoral sobre las variaciones evolutivas del maíz. Después de su maestría en San Diego, Norell publicó artículos sobre la eficacia del registro fósil para capturar la historia filogenética, y cómo los datos faltantes pueden influir en la estimación de la filogenia.
Norell se convirtió en curador del Museo Americano de Historia Natural en 1990 y ayudó a supervisar la renovación de las Salas de Evolución de los Vertebrados. La organización, donde los visitantes avanzan en un movimiento circular alrededor del piso, refleja los patrones evolutivos de un árbol filogenético. Así, los huéspedes comienzan su exploración con los vertebrados, placodermos y peces óseos más simples, y concluyen su visita con mamíferos avanzados, como mamuts y artiodáctilos.
Actualmente, Norell estudia las relaciones de los pequeños dinosaurios carnívoros con las aves modernas y desarrolla nuevas formas de observar fósiles a través de tomografías computarizadas y computadoras de imágenes. Ha dirigido más de veinte expediciones paleontológicas internacionales, en lugares como la Patagonia, Cuba, los Andes chilenos, el Sahara y África Occidental. El famoso proyecto de Mongolia, que ha aportado numerosos descubrimientos sobre la evolución de los vertebrados, ha recibido atención mundial.

## Descubrimientos notables
Mark Norell es el descubridor directo del enigmático terópodo Shuvuuia, codirigió el grupo que descubrió Ukhaa Tolgod, la localidad fósil de vertebrados terrestres del Cretácico más rica del mundo, descubrió el primer embrión de un dinosaurio terópodo, describió una serie de dinosaurios con plumas, y descubrió la primera evidencia directa de crianza de dinosaurios. El trabajo teórico de Norell se centra en la evaluación de datos en grandes conjuntos cladísticos, así como en la estimación de patrones fósiles a través de la filogenia, con el fin de ver tendencias en diversidad y extinción. Es autor de varios artículos que discuten la relación entre la posición estratigráfica y la topología filogenética.

## Honores y distinciones
En 1998, Norell fue nombrado Líder del Año de la Ciudad de Nueva York por el New York Times. En el 2000, fue distinguido como alumno distinguido de la Universidad Estatal de California en Long Beach. Su libro de divulgación científica, Discovering Dinosaurs, ganó el premio al Libro del Año para Jóvenes Lectores de Scientific American. Otro de sus libros para el público en general, titulado A Nest of Dinosaurs, recibió el premio Orbis Pictus del Consejo Nacional de Maestros.